# Buster Crabbe
Clarence Linden "Buster" Crabbe II (n. 7 februarie 1908, Oakland, California, SUA – d. 23 aprilie 1983, Scottsdale, Arizona, SUA) a fost un înotător american și actor. În 1932, a câștigat medalia de aur olimpică la 400 m înot liber. Ca actor, a jucat într-o serie de filme populare din anii 1930 și 1940. De asemenea, a jucat rolul principal în serialele Flash Gordon și Buck Rogers.

## Legături externe
- Buster Crabbe la Internet Movie Database
- Buster Crabbe la Find a Grave
- Buster Crabbe Arhivat în 21 februarie 2013, la Wayback Machine. – Olympic athlete profile at Sports-Reference.com
- Buster Crabbe (USA) Arhivat în 21 februarie 2013, la Wayback Machine. – Honor Swimmer profile at International Swimming Hall of Fame
- Buster Crabbe la Allmovie
- Buster Crabbe at Brian's Drive-In Theater
- Buster Crabbe Biography by Chuck Anderson

| Predecesor: Johnny Weissmuller | Actori în rolul lui Tarzan 1933 | Succesor: Herman Brix |